# Битва при Беневенте (212 до н. э.)
Битва при Беневенте — сражение в 212 году до н. э. между римской и карфагенской армиями в ходе Второй Пунической войны.

## Предыстория
В начале лета к Ганнибалу явились послы из Капуи. Капуанцы терпели голод, потому что римляне мешали им засеивать поля и сами грабили поля. В Самнии стояли две консульские армии, которые могли в любой момент двинуться на Капую. Послы просили помочь им и дать конвой, чтобы охранять обозы с хлебом. Ганнибал приказал Ганнону помочь капуанцам. Тот выступил из Бруттия в Самний, сумев избегнуть встречи с войском римских консулов, и расположился лагерем у Беневента. Затем союзники-самниты собрали хлеб для капуанцев. Однако капуанцы из осторожности привезли очень малое количество повозок для перевозки хлеба. Ганнон рассердился и приказал в следующий раз привезти больше повозок.
В это время власти Беневента узнали о планах капуанцев и сообщили об этом консулам. Консул Квинт Фульвий Флакк тут же двинулся в Беневент.
Однажды ночью капуанцы пришли к Ганнону с 2000 повозок.

## Битва
Консул решил напасть на лагерь карфагенян. Неожиданно атаковав лагерь, Фульвий привёл в ужас карфагенян. Но они оправились от ужаса и, пользуясь крутостью холма, где находился лагерь, и надёжностью вала, ожесточённо оборонялись. Римляне, понеся огромные потери, приблизились к валу в нескольких местах. Фульвий уже решил отступить и, соединившись с другим консулом Аппием Клавдием Пульхром, попытаться вновь атаковать укрепления. Но некоторые римские солдаты, не желающие отступать, вновь атаковали укрепления и взяли их.

## Итоги
Римляне взяли в плен 7000 кампанцев, приехавших за хлебом, получили повозки, вьючный скот и большую добычу. Карфагеняне потеряли около 6000 солдат убитыми.